# 根矢涼香
根矢 涼香（ねや りょうか、1994年9月5日 - ）は、日本の女優。茨城県東茨城郡茨城町出身。立教大学現代心理学部映像身体学科卒業。株式会社MUKU所属。

## 経歴
地元茨城町の自然に囲まれ、絵を描くことが好きな幼少期だったという。音楽座ミュージカル『リトルプリンス』を母と観劇した際、「人が人を作る」ということに感動し、芝居に興味を持ち始める。
2008年に開催された第23回国民文化祭のプレ公演『森は生きている』の主演みなしご役を勝ち取った。
中学生時代の部活は美術部。また在学中はNHK杯全国高校放送コンテストの朗読部門に参加。第27回NHK杯中学放送コンテスト茨城県大会にて第6位。第59回NHK杯高校放送コンテスト茨城県大会にて第1位・県知事賞を受賞している。
高校卒業後は立教大学現代心理学部映像身体学科に入学。大学進学を機に上京。
2016年3月より映画24区スクール特待生第1期生としてレッスンを受け、同年9月末に映画24区に所属することが発表された。2018年9月末をもって退所。その後、約1年間フリーランスで活動を開始。
『ウルフなシッシー』で第18回TAMA NEW WAVE コンペティション・ベスト女優賞 受賞。
2019年には池袋シネマ・ロサで開催されているインディーズ映画で活躍する新進俳優の特集上映『the face』の第2弾として根矢が取り上げられ、『the face vol.02 根矢涼香 特集上映』が5月4日から10日まで開催された。
同年12月には、上村奈帆監督によるソーシャルフィルム『根矢涼香、映画監督になる。』がTwitter上で全話公開。累計10万回以上再生され、一夜限り開催された池袋シネマ・ロサでの映画版での上映は満席により売り止めとなるなど、注目を集めた。
特技は歌、絵画など。2023年に公開された映画「凪の憂鬱」では、劇中歌の「rail on the road」含む2曲を歌ったほか、同年4月には路上ライブで同曲の歌唱を披露。作中でもイラストを描くシーンがあり、本人によるイラストを使用した映画Tシャツも販売された。

## 出演

### 映画
- 「ぼくたちの反抗旗」(2009年)
- 「したさきのさき」(2014年)
- 「若い女」(2014年)
- 「SOME ONE」 (2014年)
- 「夏～解釈その1～」(2014年)
- 「河童研究会」(2014年)
- 「冷たい光」(2016年)
- 「ゴースト・フラワーズ」(2016年)
- 「獣道」(2017年)
- 「少女邂逅」(2017年)
- 「みつこと宇宙こぶ」(2017年)
- 「朦朧に恋」 (2018年)
- 「父、かえれ!」  (2018年)
- 「透明花火」 (2018年)
- 「神と人との間」 (2018年)
- 「三つの朝」(2018年)[8]
- 「ウルフなシッシー」(2018年)[9]
- 「万歳！ここは愛の道」(2019年)
- 「次は何に生まれましょうか]」 (2019年)[10]
- 「欲望の怪物]」 (2019年)[11]
- 「家族マニュアル」 (2019年)
- 「Last Lover」 (2019年)[12]
- 「SEASONS OF WOMAN」(2020年)[13]
- 「根矢涼香、映画監督になる。」[1](2020年)[14]
- 「由宇子の天秤」 (2021年)[15]
- 「シュシュシュの娘」(2021年)[16]
- 「愛のくだらない」(2021年)[17]
- 「余命10年」（2022年）- 絵梨 役
- 「愛してる!」（2022年9月16日、日活）[18]
- 「凪の憂鬱」（2023年）- 根矢 役
- 「ひかりさす」（2024年、脚本・監督：大内靖）[19]
- ｢早乙女カナコの場合は｣（2025年）[20]
- 「代々木ジョニーの憂鬱な放課後」（2025年公開予定）[21]
- 「シーシュポスたちのまなざし」（2025年公開予定） - 佐伯千聖 役[22]

### テレビドラマ
- テレビ東京 ドラマ24「Iターン」
- Netflixオリジナルシリーズ「全裸監督」
- WOWOW ｢プラージュ 〜訳ありばかりのシェアハウス〜｣
- 特命刑事 カクホの女2（2019年） ‐ 村上志保 役
- 特捜9 第4シーズン（2021年） - 山下朱美 役
- カメラ、はじめてもいいですか?（2023年7月3日 - 9月18日、BS松竹東急） - 八重樫ナギ 役[23]
- ノロイヲアゲル（2025年1月5日 - 3月30日、テレビ東京） - 阪口真奈 役[24][25]

### CM / PV
- ｢WILLER 25th ANNIVERSARY｣[26]
- しなの椰惠 ｢嫌い嫌い、大嫌い｣ MV (監督・脚本 山田佳奈)主演
- ふくしまみさき ｢時計のうた｣ MV (高橋良多監督)
- ｢茨城町紹介オフィシャルビデオ 」ナレーション
- 茨城県東茨城郡茨城町PV「つながりとひと」

### 舞台
- PARCOプロデュース ｢転校生｣(本広克行 演出/平田オリザ 脚本) 紀伊國屋ホール[27]
- チーズtheater vol.4 ｢Festa.｣ (作・演出 戸田彬弘)[28]
- ｢解体されゆくアントニン・レーモンド建築 旧体育館の話｣ 癇癪役  演出・冨樫森 作・オノマリコ (東京公演・山形県庄内町公演)[29]
- ｢リボンの騎士～鷲尾高校演劇部奮闘記～｣ 長橋千草 役
- ｢不思議の国のアリス｣ 主演：アリス 役

### 配信ドラマ
- ショート・プログラム「近況」（2022年3月1日、Amazon Prime Video）[30]
- 極悪女王（2024年9月19日 - 、Netflix）[31][1] - デビル雅美役[32][1]

### オーディオドラマ
- クールな先輩とハツコイ模様（2021年、Spotify） - カフェ店員 役[33]
- アイドルのハウスキーパーになりました。（2021年、Spotify） - 保育園の先生 役[34]